# Вамалун, Раттанаван
Раттанаван Вамалун (род. 15 июля 1995 года) - тайская тяжелоатлетка, призёр летних Азиатских игр 2018 года и чемпионата мира 2022 года.

## Карьера
Начала заниматься тяжелой атлетикой в 2007 году. Тренер пригласил ее попробовать себя в этом виде спорта. Её хобби является чтение комиксов.
На чемпионате мира 2017 года в весе до 63 кг оказалась на четвёртом итоговом месте с общим результатом 225 кг. В упражнение толчок показала второй результата и завоевала малую серебряную медаль, взяв штангу весом 127 кг.
На Азиатских играх в Джакарте в весовой категории до 63 кг, Раттанаван завоевала бронзовую медаль с результатом 225 кг, пропустив вперед себя только двух спортсменок из КНДР.
В начале ноября 2018 года на чемпионате мира в Ашхабаде, тайская спортсменка, в весовой категории до 64 кг., завоевала абсолютную бронзовую медаль, взяв общий вес 239 кг. При этом в упражнение толчок она завоевала малую серебряную медаль с весом на штанге 137 кг. в 2019 году из-за положительной допинг-пробы была дисквалифицирована и лишена медали чемпионата мира.
На чемпионате мира 2022 года в Боготе, в Колумбии в категории до 64 кг она стала второй по сумме двух упражнений с результатом 227 кг, также завоевала малую серебряную медаль в упражнении «толчок» (126 кг) и малую бронзовую в рывке (101 кг).